# Roger Cornaille
Roger Cornaille, né le 26 septembre 1919 à Cambrai et mort le 30 mars 2000 à Paris 17e, est un libraire, écrivain, éditeur, illustrateur et pataphysicien français. 
De 1948 à 1987, il dirigea la libraire Le Minotaure au 2 rue des Beaux-Arts à Paris, qui fut un haut lieu culturel. Il a collaboré aux revues de cinéma L’Écran français et Positif.

## Biographie
Sa librairie Le Minotaure, inaugurée en 1948, accueillante, mais peu spacieuse (deux petites pièces), était spécialisée dans le surréalisme, le fantastique, la science-fiction, l’humour, la pataphysique, le cinéma, la bande dessinée, les arts… C'était un lieu de rencontre où bavardaient inlassablement les amateurs de livres curieux et de revues étranges, les collectionneurs de photos de films, des passionnés de cinéma : François Truffaut, Henri Jeanson, Ado Kyrou, Jacques Sternberg, Éric Rohmer. Là se développèrent des idées qui aboutirent à la création de revues auxquelles Cornaille collabora, qu'il patronna et finança parfois, dans la mesure de ses moyens, par exemple : l'éphémère Gazette du cinéma, Bizarre, dont la publication, lancée en 1953, reprit après interruption sous l'égide de son collaborateur-vendeur Michel Laclos, La Flibustière.
Roger Cornaille dessinait et réalisait des collages. Il a participé à l'exposition de collages et montages photographiques  « Navigations dans le miroir » organisée en avril 1955 à la Galerie Jacob, avec Pierre-Albert Jourdan et Jacques Sternberg.
Il a travaillé sur des textes littéraires qu'il souhaitait mieux faire connaître, sur des contes d’Alphonse Allais, a collaboré avec l'éditeur Georges Herscher (mort en 2008), à des ouvrages concernant le peintre Monsu Desiderio, l'architecte Claude Nicolas Ledoux, les dessins de Victor Hugo...
On lui doit des palindromes : Léon a erré à Noël ; C'est sec ; En route, je tourne...
En 1953, il a été nommé Régent du Collège de 'Pataphysique (qui se réunissait souvent au Minotaure), dans la mission de « travaux pratiques de décervelage ».